# Las que faltaban
Las que faltaban fue un programa de humor de televisión en España presentado por Thais Villas que surgió de la necesidad de un programa liderado por mujeres. Se estrenó en #0 de Movistar+ el 15 de marzo de 2019. Su última emisión fue el 15 de diciembre de 2019.

## Formato
La primera temporada del programa estuvo presentada por Thais Villas en compañía de Susi Caramelo, Victoria Martín, Nerea Pérez de las Heras, Eva Soriano, Anabel Mua, Carlos Librado «Nene», Silvia Sparks y Adriana Torrebejano. 
Surgió como un programa hecho por mujeres para empezar la noche de los viernes con humor fino y seguro llevando a la tele lo que ya está ocurriendo en los clubes de las ciudades y en la red, donde cada vez más mujeres se expresan y conectan a través de la comedia. En el programa tiene cabida monologuistas, creadoras, ilustradoras y demás mentes graciosas. Además, las colaboradoras abordan temas de actualidad y se da pie a la música en directo.
La segunda temporada continúo con Thais Villas como presentadora y con Susi Caramelo, Victoria Martín, Nerea Pérez de las Heras y Eva Soriano como colaboradoras, con la incorporación de Anni Frost y Henar Álvarez.

## Equipo del programa

### Presentadora
- Thais Villas (Temporadas 1 y 2)

### Colaboradoras
- Susi Caramelo (Temporadas 1 y 2)
- Victoria Martín (Temporadas 1 y 2)
- Nerea Pérez de las Heras (Temporadas 1 y 2)
- Eva Soriano (Temporadas 1 y 2)
- Anabel Mua (Temporada 1)
- Carlos Librado «Nene» (Temporada 1)
- Silvia Sparks (Temporada 1)
- Adriana Torrebejano (Temporada 1)
- Anni Frost (Temporada 2)
- Henar Álvarez (Temporada 2)

## Temporadas y programas
| Temporada | Temporada | Programas | Estreno              | Final                   |
| --------- | --------- | --------- | -------------------- | ----------------------- |
|           | 1         | 13        | 15 de marzo de 2019  | 14 de junio de 2019     |
|           | 2         | 11        | 6 de octubre de 2019 | 15 de diciembre de 2019 |
| Total     | Total     | 24        | 15 de marzo de 2019  | 15 de diciembre de 2019 |

## Invitados

### Primera temporada
| Temporada | Programa | Fecha               | Invitados                                                                                   |
| --------- | -------- | ------------------- | ------------------------------------------------------------------------------------------- |
| 1         | 1        | 15 de marzo de 2019 | Anna Castillo y Juanita Banana                                                              |
| 1         | 2        | 22 de marzo de 2019 | Ramsés Gallego, Bea Pelea y Pilar de Francisco                                              |
| 1         | 3        | 29 de marzo de 2019 | Asaari Bibang, Elisabet Gelabert, Sofía Oria, Xenia Tostado, Ariana Martínez y Andrea Motis |
| 1         | 4        | 5 de abril de 2019  | Mariana González, Irene San Román, Carolina Noriega y Las Chillers                          |
| 1         | 5        | 12 de abril de 2019 | Charo López y Texxcoco                                                                      |
| 1         | 6        | 26 de abril de 2019 | Mónica Naranjo, Virginia Riezu y Anni B Sweet                                               |
| 1         | 7        | 3 de mayo de 2019   | Blanca Suárez, Henar Álvarez y Virginia Rodrigo                                             |
| 1         | 8        | 10 de mayo de 2019  | Leticia Dolera, Yaiza Nuevo y Alice Wonder                                                  |
| 1         | 9        | 17 de mayo de 2019  | Inma Puig, Coria Castillo y Hinds                                                           |
| 1         | 10       | 24 de mayo de 2019  | Eduardo Casanova, Patricia Espejo y Cintia Lund                                             |
| 1         | 11       | 31 de mayo de 2019  | Zahara, Lucía Lamas y Delaporte                                                             |
| 1         | 12       | 7 de junio de 2019  | Candela Peña, Leticia Sabater, Charlie Pee y Las Migas                                      |
| 1         | 13       | 14 de junio de 2019 | Ana Milán, Esther Gimeno y Anni Frost                                                       |

### Segunda temporada
| Temporada | Programa | Fecha                   | Invitados                                         |
| --------- | -------- | ----------------------- | ------------------------------------------------- |
| 2         | 1        | 6 de octubre de 2019    | Lola Índigo                                       |
| 2         | 2        | 13 de octubre de 2019   | Lydia Valentín, Maru Candel y Sweet Barrio        |
| 2         | 3        | 20 de octubre de 2019   | Alex Borstein                                     |
| 2         | 4        | 27 de octubre de 2019   | Alice Waddington, Sil de Castro y New Day         |
| 2         | 5        | 3 de noviembre de 2019  | Belén Rueda, Aura Garrido y Amparanoia            |
| 2         | 6        | 10 de noviembre de 2019 | Javier Cansado, Pepe Colubi y Ángela Triana       |
| 2         | 7        | 17 de noviembre de 2019 | Natalia de Molina, Nuria Jiménez y Maruja Limón   |
| 2         | 8        | 24 de noviembre de 2019 | Ibai Llanos y Eva Hache                           |
| 2         | 9        | 1 de diciembre de 2019  | Marta Etura y Carlos Librado «Nene» y María Peláe |
| 2         | 10       | 8 de diciembre de 2019  | Jennifer Pareja y Kuve                            |
| 2         | 11       | 15 de diciembre de 2019 | Anna Castillo                                     |